# Filippo Bottazzi
Filippo Bottazzi (Diso, 23 dicembre 1867 – Diso, 19 settembre 1941) è stato un fisiologo e biochimico italiano.
È considerato il padre della biochimica in Italia.

## Biografia
Nacque a Diso (Lecce) da Giuseppe Maria Antonio Buttazzo, pittore di un certo talento, e Maria Donata Cecilia Bortone. Filippo fu fortemente voluto dai genitori, che nei due anni precedenti avevano perso i due figli più piccoli, Anna Maria Eleonora ancora infante e Raffaele di non ancora un anno. Il nuovo nato crebbe insieme alle sorelle più grandi Giovannina Beatrix e Maria Aurora Anna e diede presto prova di grande talento per lo studio. Frequentò il ginnasio Capece a Maglie e quindi il Liceo Palmieri di Lecce. Nel novembre 1887 si iscrisse alla Facoltà di Medicina della Sapienza - Università di Roma, dove conseguì la laurea il 7 luglio 1893 con il massimo dei voti e la lode. Alla sua tesi fu concessa dignità di stampa e gli fu assegnato il prestigioso premio Girolami.
Nel 1894 fu chiamato a Firenze dal professor Giulio Fano, come Aiuto del Laboratorio di fisiologia del locale Regio Istituto Superiore. Durante questo incarico, svolse ricerche pionieristiche nella comprensione ruolo dei fenomeni fisico-chimici nell'origine di quelli biologici. Sulla base dei suoi studi, egli formulò la cosiddetta “teoria della contrattilità del sarcoplasma”, la quale cercava di spiegare lo sviluppo embrionale dei muscoli la fisiologia dei muscoli lisci e cardiaci. I suoi studi attrassero l'attenzione del fisiologo inglese Sir Michael Foster, che teneva la cattedra di questa materia presso la Cambridge University. Tra il gennaio ed il maggio 1898 Bottazzi tenne un corso di fisiologia pratica per gli studenti di Foster, ma in seguito rientrò in Italia a causa della nostalgia di casa. Nel 1902 vinse il concorso per il ruolo di Professore Straordinario della Cattedra di Fisiologia presso la Regia Università di Genova, assumendo alla fine dello stesso anno la direzione del laboratorio.

La moglie Annunziata Fabbri (1908)

Il raggiungimento della serenità economica gli permise, il 26 luglio del 1903, di convolare a nozze con Annunziata Fabbri (1881-1961), che aveva conosciuto durante il suo periodo fiorentino. Il 2 giugno 1904 la coppia ebbe la gioia della nascita della figlia Cecilia (+1986), seguita, il 26 maggio 1905, dalla secondogenita Marcella (+1937). Nel frattempo, a dicembre del 1904 la famiglia Bottazzi si era trasferita a Napoli, dove Giuseppe assunse il ruolo di Professore Straordinario di Fisiologia presso la Facoltà di Medicina dell'Università di Napoli. Qui continuò nella sua attività di ricerca e pubblicazione in campo fisiologico, la quale aumentò negli anni il suo prestigio in ambito accademico. La sua fama crebbe al punto che alla morte del professor Luciani, titolare della cattedra di fisiologia presso l'università di Roma, Bottazzi fu invitato a prenderne il posto. L'affezione maturata per la città partenopea lo portarono tuttavia a rifiutare il prestigioso incarico, preferendo continuare qui il suo lavoro, che nel frattempo comprendeva anche la direzione della Stazione zoologica Anton Dohrn.
Nel 1909 pubblicò il libro Fenomeni medianici, basato su esperimenti del 1907 su Eusapia Palladino, le cui capacità particolari erano state osservate anche da Cesare Lombroso presso le università di Genova e di Torino.
La sua produzione vanta oltre 300 pubblicazioni su riviste, il Trattato di Chimica Fisiologica (1898-9) che fu per 30 anni l'opera di base della cultura biochimica italiana, Principi di Fisiologia (1905), Lezioni di Fisiologia Sperimentale (1906), Fisiologia dell'Alimentazione (1910, 1919), curò le opere edite ed inedite di Spallanzani, di Pietro Albertoni, Angelo Pugliese, ecc. Fondò numerose riviste.
Nella grotta Zinzulusa presso Castro (Lecce) ha scoperto (1923) con Pasquale De Lorentiis e Gino Stasi la Typhlocaris Salentina ed un crostaceo ipogeo cui è stato dato il suo nome: Spelaeomysis Bottazzii.
Per i suoi studi sul ruolo del sarcoplasma nella contrazione muscolare, e nella regolazione della pressione osmotica negli animali marini, tra il 1925 ed il 1938 ricevette tre nomination al premio Nobel. Nel 1941 le nomination furono ben tre nello stesso anno, ma lo scoppio della seconda guerra mondiale, con la conseguente sospensione delle assegnazioni, gli impedirono di concorrere al riconoscimento, che vedeva come principali concorrenti il giapponese Takaoki Sasaki e Robin Fåhræus, scopritore dell'Effetto Fåhræus-Lindqvist.

## Opere
- La mente e l'opera di Leonardo da Vinci, Città del Vaticano: Pontificia Academia Scientiarum, 1941.
- Trattato di Chimica Fisiologica (Milano 1898-9), 2 voll., tradotto in tedesco da H. Boruttau (1901).
- Principi di Fisiologia (Milano 1905-6),
- Lezioni di Fisiologia Sperimentale (Napoli 1906),
- Fisiologia dell'Alimentazione (1910, 1919),
- La Grotta Zinzulusa in Terra d'Otranto ed il ritrovamento in essa di Typhlocaris (Catania 1923), con Pasquale De Laurentiis e Gino Stasi.